# Allobates caeruleodactylus
Allobates caeruleodactylus (Lima & Caldwell, 2001) è un anfibio anuro appartenente alla famiglia degli Aromobatidi.

## Etimologia
L'epiteto specifico, dal latino "caeruleus", «Del colore del cielo sereno», e dal greco "daktylos", «dita», è stato dato in allusione al colore ceruleo delle dita del maschio durante il periodo riproduttivo.

## Distribuzione e habitat
La specie si trova in varie località nello stato di Amazonas in Brasile.